# Denis Buntić
Denis Buntić (Ljubuški, 1982. november 13. –) horvát válogatott kézilabdázó.

## Pályafutása

### Klubcsapatban
Denis Buntić szülővárosában kezdett kézilabdázni, az HRK Izviđač csapatában, ahol együtt nyert bosnyák bajnokságot többek között Mirko Alilović-csal és Mirsad Terzić-csel. 2005-ben igazolt a horvát bajnok RK Zagrebhez. Egy szezon a szlovén RK Cimos Kopernél is eltöltött, majd Európa egyik legerősebb bajnokságába igazolt, a spanyol Ademar León játékosa lett. Ezzel a csapattal megnyerte a Spanyol-kupát, és rendszeresen szerepelt a Bajnokok ligájában. 2011-től öt évig a lengyel bajnok Vive Targi Kielce játékosa volt, amellyel 2016-ban sikerült megnyernie a Bajnokok ligáját, igaz, a Final Fourban nem tudott pályára lépni, mivel a negyeddöntőben a Flensburg ellen térdsérülést szenvedett. 2016-tól a MOL-Pick Szeged játékosa volt. 2017 decemberében szezon közben közös megegyezéssel felbontotta szerződését a magyar bajnoki ezüstérmes csapattal.
2018 februárjában a bosnyák HRK Izviđač játékosa lett.

### A válogatottban
Buntić minden jelentős világeseményen nyert már érmet a horvát válogatottal. A válogatottságtól 2016-ban visszavonult.

## Sikerei
- Bosnyák bajnokság győztese: 2000, 2002, 2004
- Horvát bajnokság győztese: 2007
- Szlovén bajnokság ezüstérmese: 2008
- Lengyel bajnokság győztese: 2012, 2013, 2014, 2015, 2016
- Bajnokok ligája győztese: 2016
- Magyar bajnok: 2018
- Olimpiai bronzérmes: 2012
- Világbajnokság ezüstérmese: 2005, 2009
- Európa-bajnokság ezüstérmese: 2010
  - bronzérmes: 2012